# Международная премия имени Сергея Рахманинова
«Международная премия имени Сергея Рахманинова» (англ. Sergei Rachmaninov International Award) — международная премия имени выдающегося русского композитора Сергея Васильевича Рахманинова.
Премия присуждается музыкантам, которые проявили особое внимание к творческой деятельности Сергея Рахманинова, что привело к активной международной популяризации имени русского композитора Сергея Рахманинова.

## Год создания
Премия им. Сергея Рахманинова была создана в юбилейный 2013 год композитора по инициативе русской пианистки Виолетты Егоровой

## Церемония награждения
Церемония награждения в 2013 году состоялась в Белом зале Московской государственной консерватории имени П. И. Чайковского
. Приз представляли Международное общество имени Рахманинова в Москве и Благотворительный фонд содействия развитию музыкальной культуры «Бельканто».
В 2014 году церемонию вручения премии провели в Швейцарии. Партнерами премии выступили Итальянская фортепианная академия APS (Accademia Pianistica Siciliana), Американская консалтинговая компания BenardoIII и Комитет поддержки реформ Президента России.
В 2017 году состоялось 2 церемонии награждения лауреатов в нескольких номинациях. Мероприятия прошли в Конференц-зале Московской государственной консерватории имени П. И. Чайковского и в Колонном Зале Дома Союзов в Москве. Генеральным партнером премии выступил культурный фонд «Москва и москвичи».

## Номинации
Премия присуждается в нескольких номинациях
- Музыкальные достижения
- Меценат в области искусства и науки
- Специальный проект во имя Рахманинова

## Процедура голосования
В конце каждого года организационный комитет и художественный совет премии Рахманинова обсуждают кандидатуры номинантов по их деятельности за прошедшее время. Неизменным президентом и председателем Правления премии является Виолетта Егорова.
Международный художественный совет состоит из известных музыкантов, менеджеров и журналистов, которые на протяжении года наблюдали за деятельностью, связанной с именем Сергея Рахманинова по всему миру.
С 2015 года, Председателем художественного совета является Владимир Ашкенази.
Имена номинантов не разглашаются и только победители, путём голосования художественного совета, приглашаются на церемонию награждения в Москву.

## Приз премии

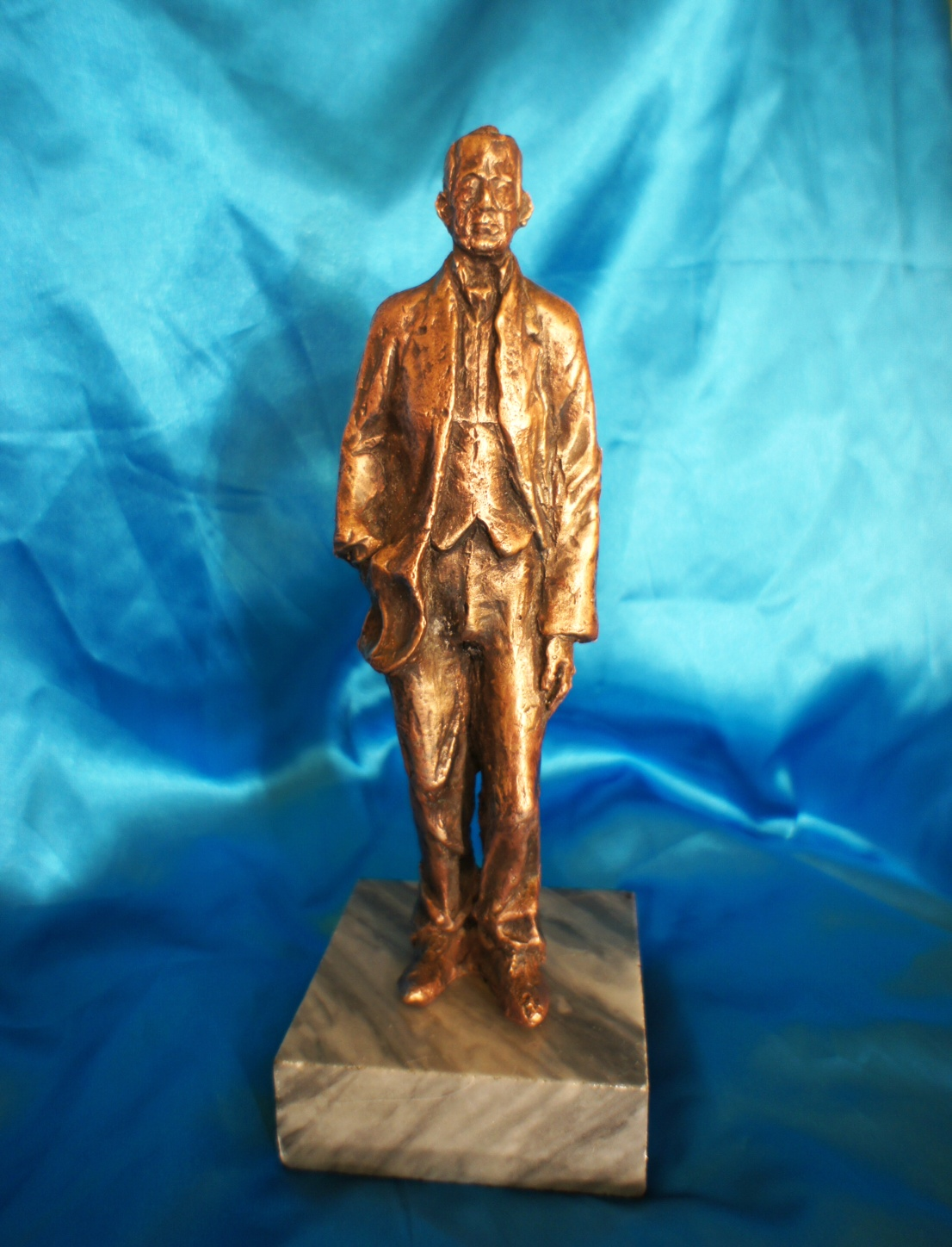
Международная премия им. Сергея Рахманинова
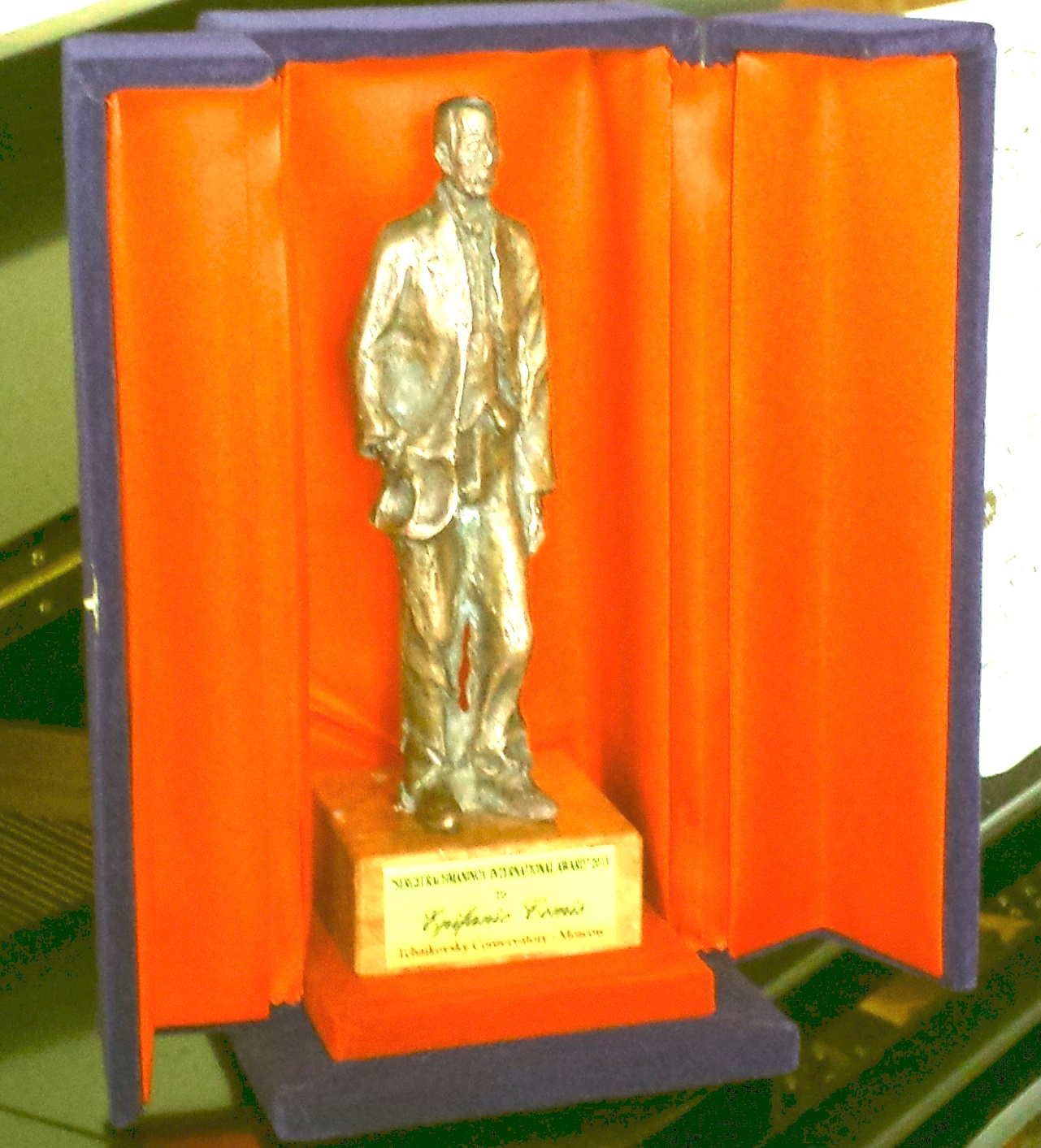
Международная премия им. Сергея Рахманинова 2013
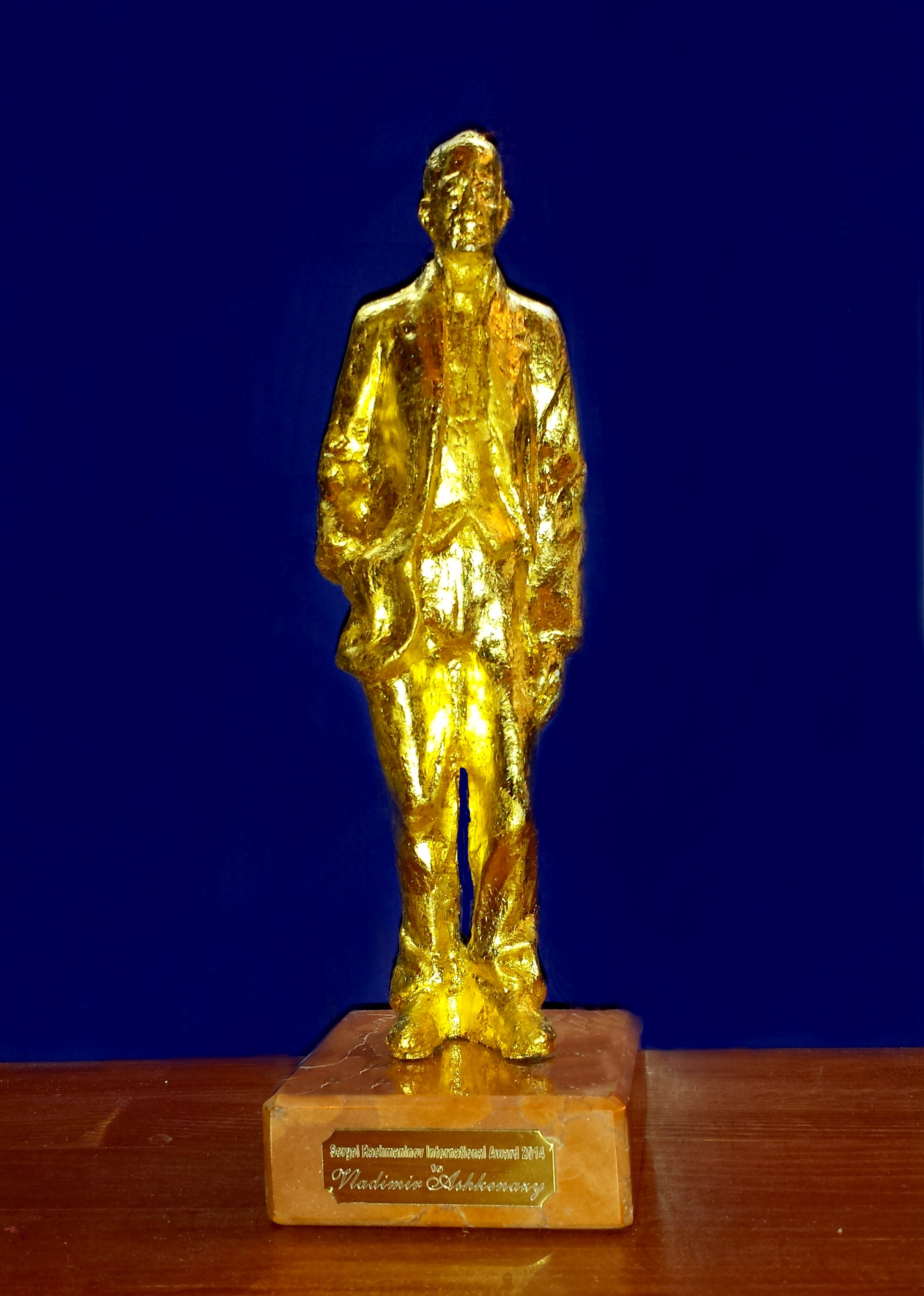
Международная премия им. Сергея Рахманинова 2014
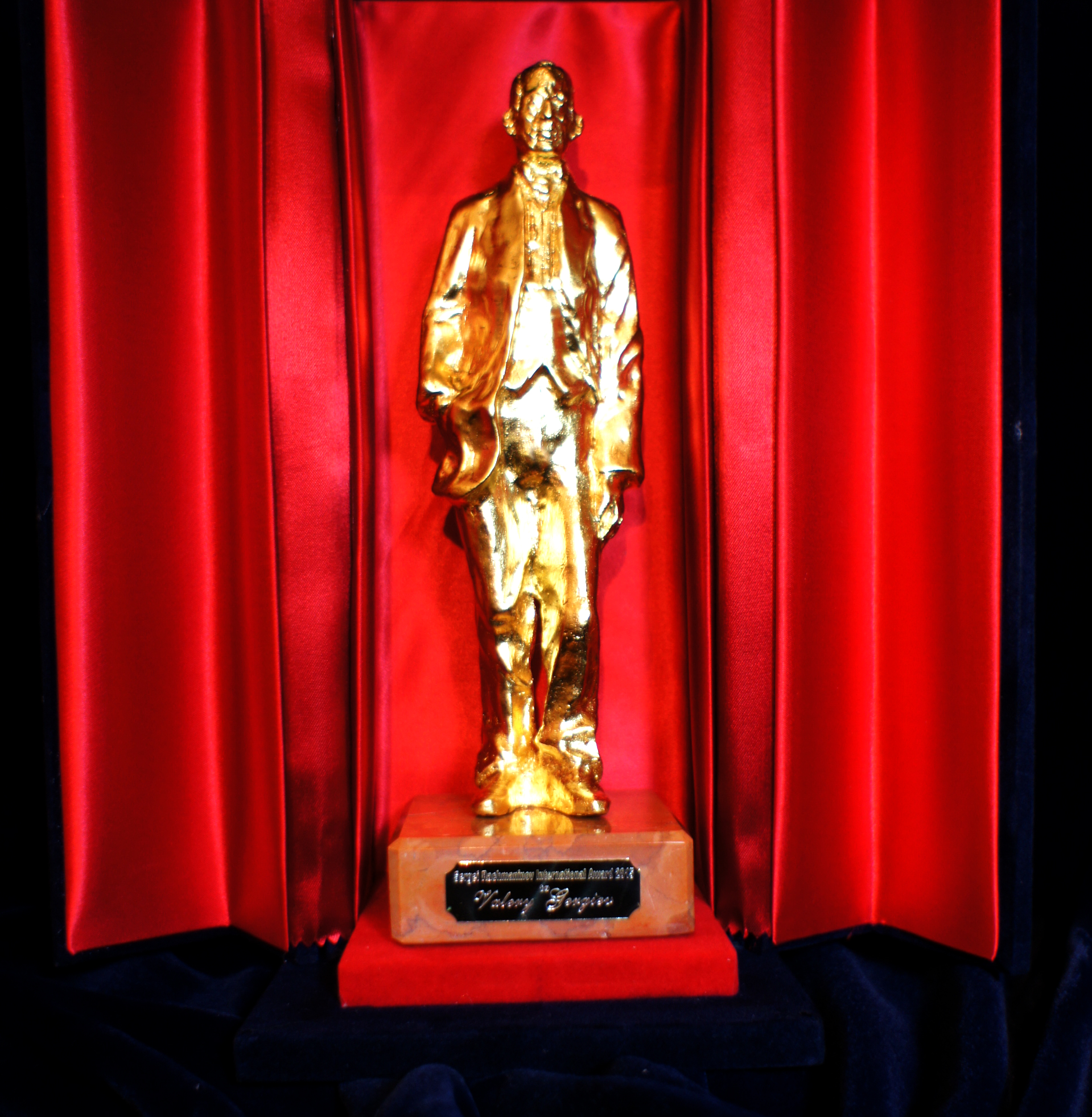
Международная Премия имени Сергея Рахманинова за 2015 год была присуждена российскому дирижеру Валерию Гергиеву
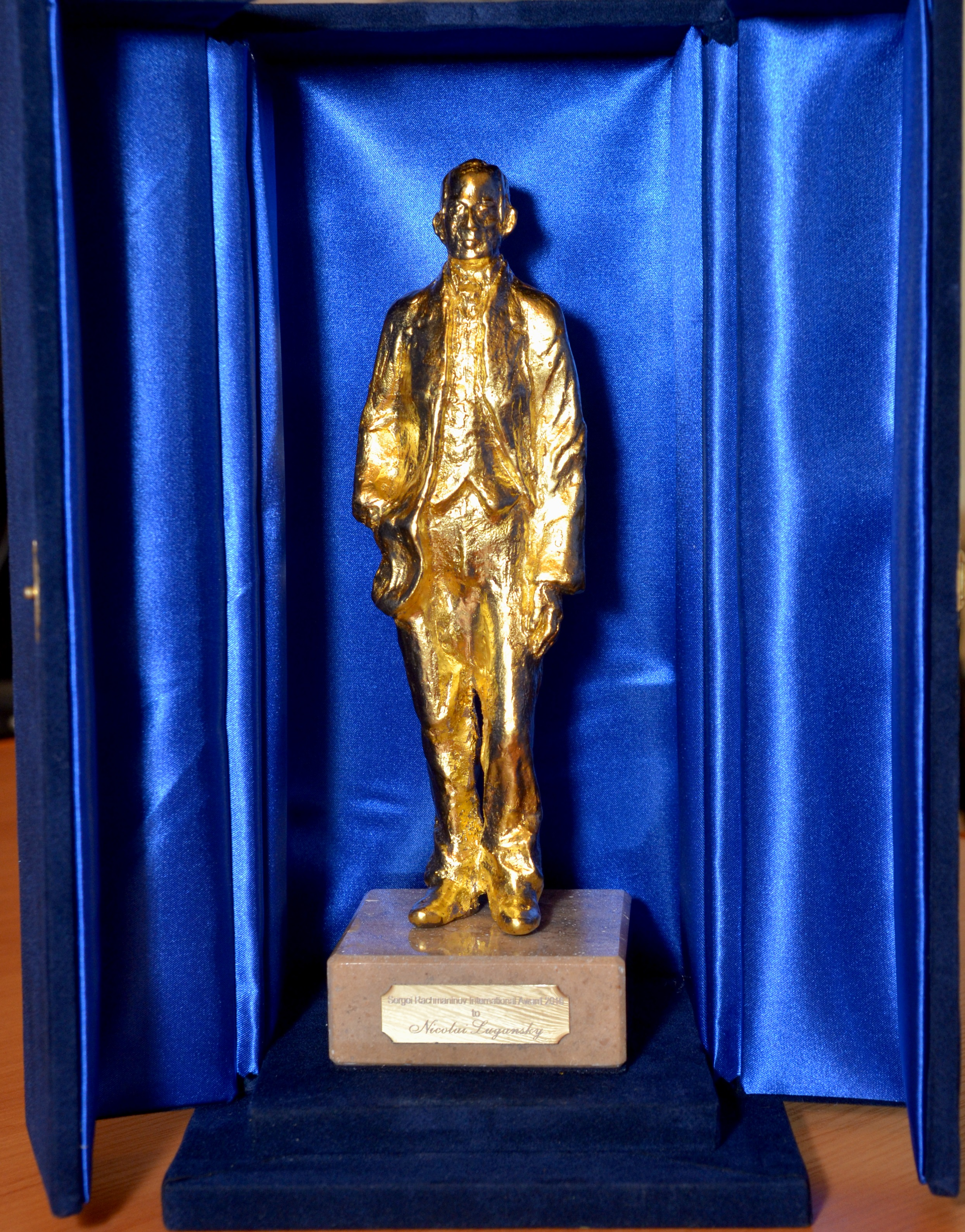
Nikolai Lugansky has earned two Sergei Rachmaninov International Award's nominations, winning “MUSICAL ACHIEVEMENT” - for his special attention to the music of Rachmaninov and in “MAECENAS”  for his support for the Museum-estate of Sergei Rachmaninov Ivanovka

Победителю вручается официальный диплом Международной премии имени Сергея Рахманинова и бронзовая статуэтка, изображающая фигуру Рахманинова, покрытаю золотом на пьедестале из редкой породы русского мрамора. Статуэтка — авторская работа русского художника Александра Егорова отлита в художественной мастерской имени Строганова. На изготовление одной статуэтки требуется не менее трех недель.

## Победители
- 2013 — Международная премия имени Сергея Рахманинова 2013 была присуждена итальянскому пианисту и дирижёру Эпифанио Комису в номинации «Музыкальные достижения».[1][2][3][4]
- 2014 — Международная премия имени Сергея Рахманинова 2014 была присуждена пианисту и дирижёру Владимиру Ашкенази в номинации «Музыкальные достижения»[5][6][7][8][9][10][11]
- 2015 — Международная премия имени Сергея Рахманинова 2015 была присуждена пианисту и дирижёру Валерию Гергиеву в номинации «Музыкальные достижения»[12]
- 2016 — Международная премия имени Сергея Рахманинова 2016 была присуждена русскому пианисту Николаю Луганскому в двух номинациях «Музыкальные достижения» и «Меценат».
- Международная премия имени Сергея Рахманинова в номинации «Специальный проект во имя Рахманинова» была присуждена итальянскому пианисту, художественном руководителю театра Беллини в Катании Франческо Николози.
- Международная премия Сергея Рахманинова в номинации «Специальный проект во имя Рахманинова» была присуждена директору Музея Рахманинова в Ивановке Александру Ермакову.
- Международная премия имени Сергея Рахманинова присуждена дирижёру Александру Сладковскому[13][14] в номинации «Специальный проект во имя Рахманинова».